# Transferase
Transferasen (aus lateinisch transferre ‚hinübertragen‘) sind Enzyme der zweiten Enzymklasse laut der systematischen Nomenklatur der Enzymkommission der International Union of Biochemistry (IUB) und katalysieren die Übertragung einer funktionellen Gruppe X (z. B. einer Methylgruppe oder Phosphatgruppe) von einem Donator A zu einem Akzeptor B:
{\displaystyle \mathrm {A{-}X+B\rightarrow A+B{-}X} }
Der Donator ist oft ein Coenzym.

## Nomenklatur
Systematisch korrekte Namen von Transferasen werden nach folgendem Muster gebildet: "Donator:Akzeptor-Gruppetransferase". Andere Namen sind aber gebräuchlicher. Die üblichen Namen von Transferasen werden folgendermaßen geformt: "Akzeptor-Gruppetransferase" oder "Donator-Gruppetransferase". Beispiel: Eine DNA-Methyltransferase ist eine Transferase, die die Übertragung einer Methylgruppe zu einem DNA-Akzeptor katalysiert.

## EC-Klassifikation
Transferasen sind im EC-Nummern-Klassifikationssystem unter EC 2.-.-.- kategorisiert. Transferasen können spezifischer unter zehn Unterklassen eingeordnet werden:
- EC 2.1.-.- umfasst Enzyme, die Ein-Carbon-Gruppen übertragen
- EC 2.2.-.- umfasst Enzyme, die Aldehyd- oder Keto-Gruppen übertragen
- EC 2.3.-.- umfasst Acyltransferasen
- EC 2.4.-.- umfasst Glykosyltransferasen
- EC 2.5.-.- umfasst Enzyme, die Alkyl- oder Aryl-Gruppen übertragen
- EC 2.6.-.- umfasst Enzyme, die Nitrogruppen übertragen
- EC 2.7.-.- umfasst Enzyme, die phosphorhaltige Gruppen übertragen (Kinasen)
- EC 2.8.-.- umfasst Enzyme, die schwefelhaltige Gruppen übertragen
- EC 2.9.-.- umfasst Enzyme, die selenhaltige Gruppen übertragen
- EC 2.10.-.- umfasst Enzyme, die metallhaltige Gruppen (Mo oder W) übertragen

## Beispiele
- Aspartat Carbamoyltransferase (EC 2.1.3.2)
- Transaldolase (EC 2.2.1.2)
- Transglutaminase (EC 2.3.2.13)
- Aspartat-Aminotransferase (EC 2.6.1.1)
- Hexokinase (EC 2.7.1.1)
- Glykogenphosphorylase (EC 2.7.1.37)
- Pyruvatkinase (EC 2.7.1.40)
- DNA-abhängige RNA-Polymerase (EC 2.7.7.6)
- RNA-abhängige RNA-Polymerase (EC 2.7.7.48)
- Alkohol Sulfotransferase (EC 2.8.2.2)
- Molybdopterin Molybdotransferase (EC 2.10.1.1)

## Andere Enzymklassen
- Oxidoreduktasen (EC 1.-.-.-)
- Hydrolasen (EC 3.-.-.-)
- Lyasen (EC 4.-.-.-)
- Isomerasen (EC 5.-.-.-)
- Ligasen (EC 6.-.-.-)